# Modeschmuck

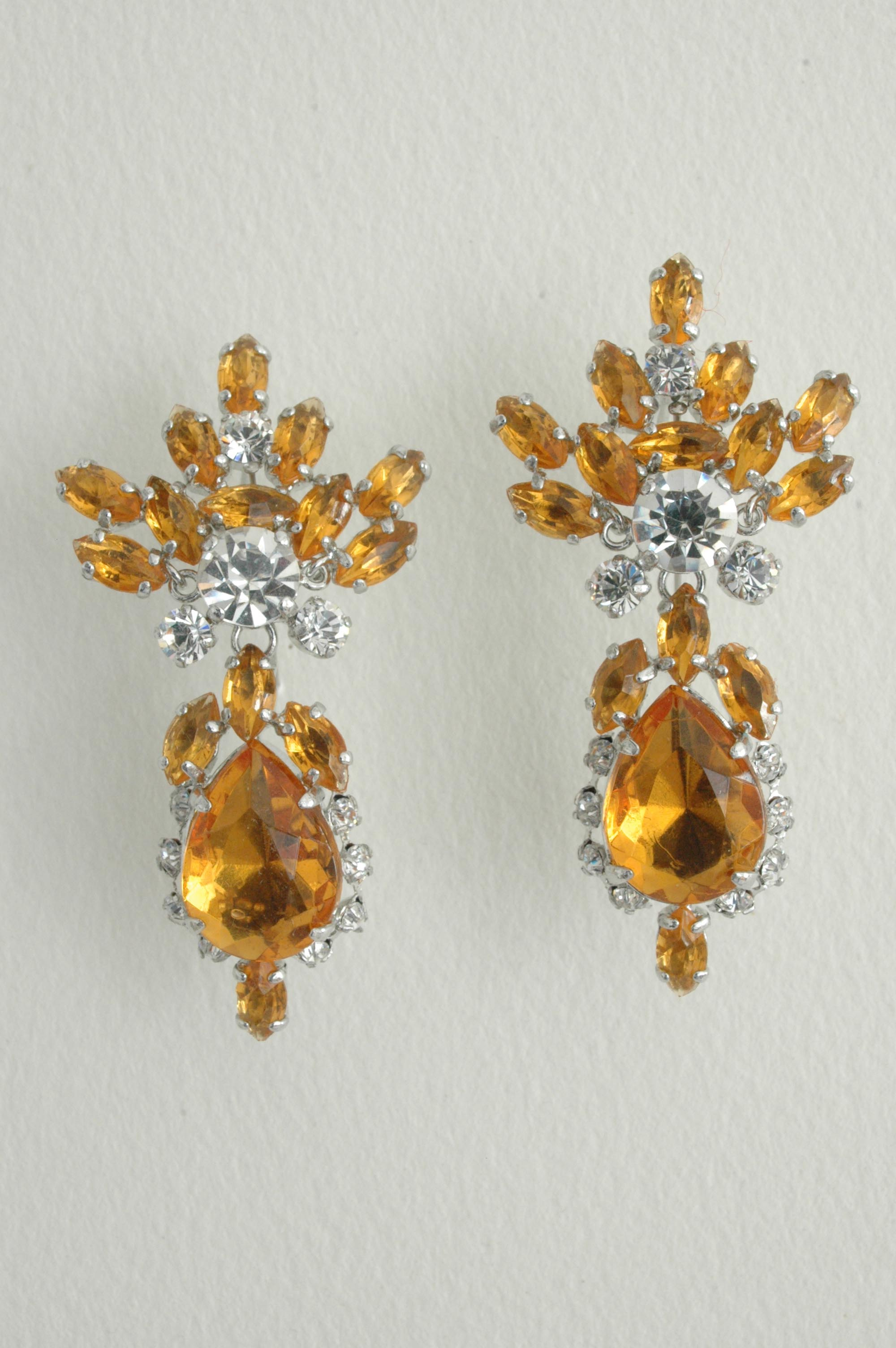
Modeschmuck aus Glas, 1950er Jahre

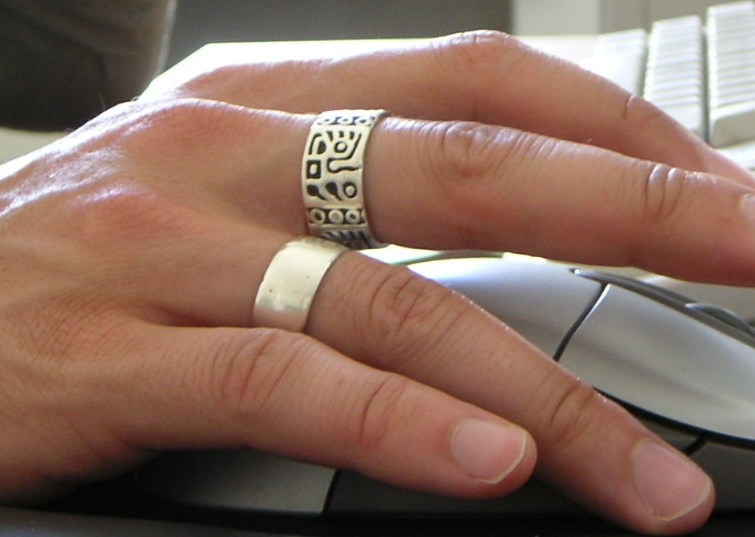
Moderne Männer-Schmuckringe aus Silber.

Unter Modeschmuck versteht man Schmuck, der aktuelle Modetrends aufnimmt und dabei preisgünstig in der Herstellung ist. Der Begriff ist auch mit der Idee der „Demokratisierung“ von Schmuck als Statussymbol verbunden.

## Definition des Begriffs Modeschmuck
Das Wort „Modeschmuck“ entstand in den 1920er Jahren, als Coco Chanel „unechten“ Schmuck passend zu ihren Kollektionen entwarf. Der Löwenanteil des Modeschmucks wurde und wird jedoch nicht von Modeschöpfern gemacht, sondern in großen Fabriken entworfen und gefertigt. Vom Ende des 19. bis zur Mitte des 20. Jahrhunderts lagen die wichtigsten Modeschmuckzentren fernab von allen Modemetropolen, nämlich in Pforzheim, Schwäbisch Gmünd, Idar-Oberstein, Gablonz, Providence/USA und später auch in Neugablonz. Beim Modeschmuck handelt es sich um seriell hergestellten Schmuck aus einfachen Materialien in zeitgemäßem Design, der für eine große Zahl von Menschen erschwinglich war und ist. Die Zusammenstellung unterschiedlicher Rohstoffe in verschiedenen Formen, Farben und mannigfaltigen Oberflächeneffekten ermöglicht eine sehr große Produktvielfalt.

## Geschichte
Im Sinne der o. g. Kriterien (Serie, einfache Materialien, zeitgemäßes Design) reicht das Phänomen Modeschmuck weit in die Geschichte der Menschheit zurück. Die früheste bekannte Form waren altägyptische Glasperlen, die so eingefärbt waren, dass sie wie Halbedelsteine aussahen. Eine Rechnung von 1569 beweist, dass Königin Elisabeth I. 520 Wachsperlen zum Preis von je einem Penny bestellt hat, die wahrscheinlich auf ihre Kleider genäht wurden. Die erste große Epoche des Modeschmucks wurde durch den aus Straßburg stammenden Pariser Juwelier Georges Frédéric Strass um 1730 ausgelöst. Er entwickelte eine Glaspaste, die hart genug war, um im Brillantschliff geschliffen zu werden. Die erste industriell in Serien gefertigte Gegenbewegung zum Echtschmuck war das Berliner Eisen, das seinen Höhepunkt von 1810 bis 1840 hatte. Roheisen wurde zu Schmuck verarbeitet, der Wert lag einzig und allein in seiner Feinheit und ornamentalen Phantasie der Formensprache. Paris wurde zum Umschlagplatz des aus Berlin und Gleiwitz kommenden eisernen Modeschmucks, der auch in Paris, London und New York begeisterte. Spätestens seit der Zeit des Berliner Eisens gab es einen weltweiten Markt für Modeschmuck mit allen dafür nötigen Vertriebsstrukturen. 
In den Zentren der europäischen Monarchien, London, Paris, Berlin und Sankt Petersburg, entwickelten sich am Ende des 19. Jahrhunderts eine Reihe von Modezeitschriften nach amerikanischem Vorbild – Harper’s Bazaar erschien 1867 in New York, 1892 erschien die erste Ausgabe der Vogue in Paris –, die sehr schnell sehr hohe Auflagen erreichten und in erster Linie modische Tendenzen der Höfe beschrieben. Ein besonders ergiebiges Feld der Berichterstattung stellten dabei die höfischen Trauerrituale und ihre Kleidervorschriften dar, die auf Grund der sehr engen verwandtschaftlichen Verflechtung der europäischen Fürstenhäuser häufig angewandt wurden und somit bereits Automatismen von Schnelligkeit und Kurzlebigkeit der später entstehenden Modetrends vorwegnahmen. 
Schmuck spielte im Kanon der höfischen Trauervorschriften eine wesentliche Rolle, zudem favorisierten die Höfe in dieser Zeit Schmuck aus preiswerten Materialien wie Eisen, Jett, Onyx oder schwarzem Glas, was die Vermittlung und den Erfolg in die Breite der Gesellschaft hinein erleichterte. Es entstanden erste Manufakturen zur Herstellung von Schmuck als Massenware.

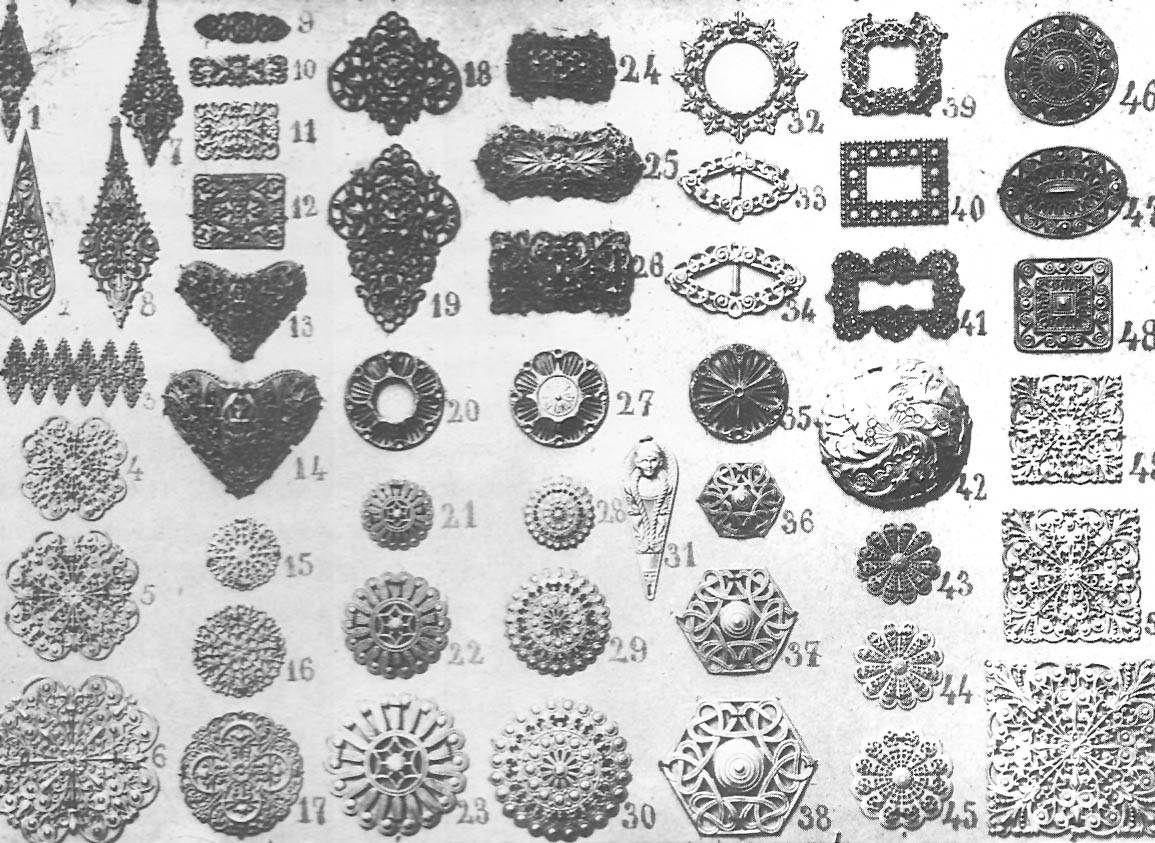
Modelltafel eines Modeschmuckherstellers um 1900

Die (nicht zuletzt auf Grund der Weltausstellung 1900 in Paris) sich als Wirtschaftsfaktor entwickelnde Haute Couture brachte mit sich, dass eine Vielzahl von Handwerken einen immensen Aufschwung erlebten. So stellten sich Glasmacher und Gürtler auf die Herstellung von Schmuck ein. Bereits 1865 begann Napoleone Corbella in Mailand mit der Herstellung von Halbzeug aus Messing zur Herstellung von Theater-Schmuck für die italienischen Opernhäuser und belieferte später ebenfalls die ersten Modehäuser Mailands. Auch die Schmuckhersteller im konventionellen Bereich reagierten auf die veränderte Nachfrage im Bereich der Mode und stellten mehr und mehr auf industrielle Fertigung um. Es entstanden in dieser Zeit wichtige Zentren zur Herstellung von Modeschmuck wie zum Beispiel in Pforzheim, das den Weltmarkt insbesondere mit Doubléprodukten bediente, oder die Gablonzer Industrie in Gablonz in Tschechien.

## Paris
1911 eröffnete in Paris Coco Chanel ihr erstes Modehaus. Mit ihrem Namen ist ein erster Höhepunkt in der Gestaltung und dem Gebrauch von Modeschmuck verbunden. Sie war die Erste, die Modeschmuck als festen Bestandteil ihrer Kreationen ansah und als gestalterisches Element einsetzte. Nicht mehr die möglichst täuschende Imitation von Juwelen war bei ihr das Ziel, sondern der ästhetische Effekt. Ab 1954 war Robert Goossen Chefdesigner bei Chanel.
1928 eröffnete Elsa Schiaparelli ihr Modehaus in Paris. Ihre Kreationen entstanden in engem Kontakt zu den damals führenden künstlerischen Strömungen, dem Dadaismus und dem Surrealismus, zum Teil sogar unter Mitarbeit von Künstlern wie zum Beispiel Salvador Dalí, Jean Cocteau, Man Ray u. a. Der Modeschmuck von Elsa Schiaparelli war nicht mehr länger Imitation, sondern stellte autonomen künstlerischen Anspruch und somit etwas Neues in der Modewelt dar.

## Kritik
In zeitgenössischem Modeschmuck werden von deutschen Behörden und Verbraucherschützern immer wieder zu hohe Anteile von Blei, Cadmium oder anderen Schadstoffen nachgewiesen. Das häufige Tragen von Modeschmuck wird außerdem mit der Entstehung von Kontaktallergien in Verbindung gebracht.